# Дискография Europe
Дискография шведской рок-группы Europe состоит из 11 студийных альбомов, 7 концертных альбомов, двух миньонов, 18 сборников, 10 видеоальбомов и 32 синглов.
Группа Europe выпустила свой дебютный одноимённый альбом в 1983 году. Альбом не добился коммерческого успеха, не получил ни одной сертификации и занял только 8 позицию в шведском чарте. Через год последовал лонгплей Wings of Tomorrow, который как и предыдущий, не был успешен. Через два года вышел альбом The Final Countdown, прославивший группу на весь мир. Он занял позиции в первой десятке в 12 чартах, получил четыре сертификации. Даг Стоун из Allmusic назвал данный альбом «одним из самых ярких и выдающихся в истории». Одноимённая песня стала международным хитом. Через один год вышел альбом Out of This World, который повторил успех своего предшественника, занял позиции в 12 чартах, получил пять сертификаций. Prisoners in Paradise вышел три года спустя, стал золотым в Швеции и попал в 6 чартов. В 1992 группа прекратила деятельность. В 1999 году участники Europe объединились на короткий промежуток времени, чтобы выступить на концерте в Стокгольме с песнями «The Final Countdown» и «Rock the Night». Через 4 года в прессе опубликовалось официальное заявление, что группа работает над новым альбомом и собирается организовать новый концертный тур. В 2004 году вышел новый диск Start from the Dark, но кроме позиций в четырёх чартах он ничего не добился. Через два года вышел Secret Society, попавший в пять чартов. Last Look at Eden, вышедший в 2009 году, попал в 6 чартов, получил золотой статус в Швеции, был одобрен критиком из Allmusic. В 2012 году вышел альбом Bag of Bones. Он стал успешным по сравнению с его предшественниками, попал в 10 чартов и в Швеции стал золотым. 2 марта 2015 года вышел десятый студийный альбом War of Kings.
| Сокращения названий стран (по стандарту ГОСТ 7.67) | Сокращения названий стран (по стандарту ГОСТ 7.67)                                                    | |
| --- | --- | --- |
| \| - АВТ — Австрия - АВС — Австралия - КАН — Канада - ШВА — Швейцария - ИСП — Испания - ГЕР — Германия \| - ФИН — Финляндия - ФРА — Франция - ВЕЛ — Великобритания - ИТА — Италия - ДАН — Дания - БЕЛ — Бельгия \| - НИД — Нидерланды - НОР — Норвегия - США — Соединённые Штаты Америки - ШВЕ — Швеция - ЕВР — Европейский Союз \| | | |
| - АВТ — Австрия - АВС — Австралия - КАН — Канада - ШВА — Швейцария - ИСП — Испания - ГЕР — Германия | - ФИН — Финляндия - ФРА — Франция - ВЕЛ — Великобритания - ИТА — Италия - ДАН — Дания - БЕЛ — Бельгия | - НИД — Нидерланды - НОР — Норвегия - США — Соединённые Штаты Америки - ШВЕ — Швеция - ЕВР — Европейский Союз |

## Студийные альбомы
| 1983                                      | Europe Детали - Релиз: 14 марта - Лейбл: Hot Records - Формат: CD, CS, LP                            | 8  | —  | —  | —  | —   | —  | —  | —  | —  | —  | —  | —  | —        | — | |
| 1984                                      | Wings of Tomorrow Детали - Релиз: 24 февраля - Лейбл: Hot Records - Формат: CD, CS, LP               | 20 | —  | —  | —  | —   | —  | —  | —  | —  | —  | —  | —  | —        | — | |
| 1986                                      | The Final Countdown Детали - Релиз: 26 мая - Лейбл: Epic Records - Формат: CD, CS, LP                | 1  | —  | 5  | 6  | 10  | 6  | 2  | 3  | 4  | 1  | 9  | 8  | —        | 9 | Список - : 3× Платиновый - : 2× Платиновый - : Золотой - : 2×Золотой - : Платиновый - : Золотой - : Платиновый |
| 1988                                      | Out of This World Детали - Релиз: 9 августа - Лейбл: Epic Records, Suzy Records - Формат: CD, CS, LP | 1  | 28 | 16 | 30 | 19  | 10 | 8  | 7  | 1  | 3  | 12 | 19 | —        | — | Список - : Платиновый - : Золотой - : Золотой - : Золотой - : Золотой - : Платиновый                           |
| 1991                                      | Prisoners in Paradise Детали - Релиз: 23 сентября - Лейбл: Epic Records - Формат: CD, CS, LP         | 9  | —  | 32 | —  | —   | 38 | —  | 60 | 18 | 17 | 61 | —  | —        | — | Список - : Золотой                                                                                             |
| 2004                                      | Start from the Dark Детали - Релиз: 22 сентября - Лейбл: Sanctuary Records - Формат: CD              | 2  | —  | —  | —  | 114 | —  | —  | 86 | —  | 91 | —  | —  | —        | — | |
| 2006                                      | Secret Society Детали - Релиз: 25 октября - Лейбл: Sanctuary Records - Формат: CD                    | 4  | —  | —  | —  | 195 | —  | —  | —  | —  | 93 | —  | —  | —        | — | |
| 2009                                      | Last Look at Eden Детали - Релиз: 9 сентября - Лейбл: Universal, Ear Music - Формат: CD              | 1  | —  | —  | —  | 86  | 31 | —  | —  | —  | 29 | —  | —  | 89       | — | Список - : Золотой                                                                                             |
| 2012                                      | Bag of Bones Детали - Релиз: 18 апреля - Лейбл: Gain - Формат: CD, LP                                | 2  | —  | 30 | —  | 70  | 26 | —  | 44 | 21 | 18 | 56 | —  | 143/ 162 | — | Список - : Золотой                                                                                             |
| 2015                                      | War of Kings Детали - Релиз: 2 марта - Лейбл: UDR Records, JVC - Формат: CD, LP                      | 2  | —  | 27 | —  | 69  | 23 | 41 | 35 | 38 | 6  | 50 | —  | 83/ 58   | — | |
| 2017                                      | Walk the Earth Детали - Релиз: 20 октября - Лейбл: Hell & Back - Формат: CD (+DVD), LP               | 2  | —  | 28 | —  | 62  | 40 | 43 | —  | 38 | 20 | 69 | —  | 109/ 75  | — | |
| «—» ставится, если альбом не попал в чарт | |    |    |    |    |     |    |    |    |    |    |    |    |          |   | |

## Концертные альбомы
| Год                                        | Детали                                                                                                   | Позиции в чартах | Позиции в чартах |
| Год                                        | Детали                                                                                                   | ШВЕ              | ГЕР              |
| ------------------------------------------ | --- | ---------------- | ---------------- |
| 2004                                       | The Final Countdown Tour 1986 Детали - Релиз: 16 декабря - Лейбл: JVC Victor - Формат: CD                | —                | —                |
| 2007                                       | Extended Versions Детали - Релиз: 27 марта - Лейбл: BMG Special Products - Формат: CD                    | —                | —                |
| 2008                                       | Almost Unplugged Детали - Релиз: 17 сентября - Лейбл: Hell&Back - Формат: CD(+DVD), 2×LP                 | 23               | —                |
| 2011                                       | Live! At Shepherd’s Bush, London Детали - Релиз: 15 июня - Лейбл: Nordisk - Формат: CD(+DVD)             | —                | 61               |
| 2011                                       | Live Look at Eden Детали - Релиз: 8 августа - Лейбл: Ear Music - Формат: CD + (DVD)                      | —                | —                |
| 2012                                       | Live in Stockholm 2008 Детали - Лейбл: Immortal - Формат: 2×CD                                           | —                | —                |
| 2013                                       | Live at Sweden Rock - 30th Anniversary Show Детали - Релиз: 16 октября - Лейбл: Ear Music - Формат: 2×CD | 18               | 66               |
| «—» ставится, если альбом не попал в чарт. | |                  |                  |

## Мини-альбомы
| Год  | Детали                                                              |
| ---- | ------------------------------------------------------------------- |
| 1985 | On the Loose Детали - Лейбл: Epic Records - Формат: LP              |
| 2009 | Last Look at Eden Детали - Лейбл: Hell & Back AB, Edel - Формат: CD |

## Сборники
| 1989                                       | Europe + Wings of Tomorrow Детали - Лейбл: Epic Records - Формат: 2×LP                                           | —  | —  | —  | — | —  | —  | — |                                |
| 1990                                       | Best of Europe Детали - Релиз: 16 декабря - Лейбл: Victor - Формат: CD                                           | —  | —  | —  | — | —  | —  | — |                                |
| 1991                                       | Stormwind Детали - Лейбл: Epic Records - Формат: CS                                                              | —  | —  | —  | — | —  | —  | — |                                |
| 1993                                       | 1982–1992 Детали - Релиз: 19 марта - Лейбл: Epic Records - Формат: CD, 2×LP                                      | 47 | —  | 82 | — | 82 | 18 | — | Список - : Золотой - : Золотой |
| 1997                                       | Definitive Collection Детали - Релиз: 30 апреля - Лейбл: Epic Records - Формат: 2×CD                             | —  | —  | —  | — | —  | —  | — |                                |
| 1998                                       | Super Hits Детали - Лейбл: Epic Music, Legacy, Sony Music - Формат: CD                                           | —  | —  | —  | — | —  | —  | — |                                |
| 1999                                       | 1982–2000 Детали - Лейбл: Epic Records - Формат: CD                                                              | —  | —  | 75 | — | —  | —  | — |                                |
| 1999                                       | The Best Ballads Детали - Формат: CD                                                                             | —  | —  | —  | — | —  | —  | — |                                |
| 1999                                       | Simply the Best Детали - Лейбл: Epic Records - Формат: CD                                                        | —  | —  | —  | — | —  | —  | — |                                |
| 2004                                       | Rock the Night: The Very Best of Europe Детали - Релиз: 3 марта - Лейбл: Epic Records - Формат: 2×CD             | 2  | 11 | —  | 5 | —  | —  | 3 | Список - : Золотой             |
| 2005                                       | Collections Детали - Лейбл: Sony Music - Формат: CD                                                              | —  | —  | —  | — | —  | —  | — |                                |
| 2005                                       | All or Nothing Детали - Релиз: 24 мая - Лейбл: CMG - Формат: CD                                                  | —  | —  | —  | — | —  | —  | — |                                |
| 2007                                       | Extended Versions Детали - Релиз: 27 марта - Лейбл: Sony BMG - Формат: CD                                        | —  | —  | —  | — | —  | —  | — |                                |
| 2009                                       | The Final Countdown: The Best of Europe Детали - Релиз: 1 июня - Лейбл: Sony Music, Camden Deluxe - Формат: 2×CD | —  | —  | —  | — | —  | —  | — |                                |
| 2009                                       | The Collection Детали - Лейбл: Sony Music - Формат: CD                                                           | —  | —  | —  | — | —  | —  | — |                                |
| 2009                                       | Greatest Hits (Steel Box Collection) Детали - Лейбл: Sony Music - Формат: CD                                     | —  | —  | —  | — | —  | —  | — |                                |
| 2009                                       | The Very Best of Europe Детали - Лейбл: Epic Records - Формат: CD                                                | —  | —  | —  | — | —  | —  | — |                                |
| 2009                                       | Out of This World / Prisoners in Paradise Детали - Лейбл: IronBird Records - Формат: CD                          | —  | —  | —  | — | —  | —  | — |                                |
| «—» ставится, если альбом не попал в чарт. | |    |    |    |   |    |    |   |                                |

## Синглы
| 1983                                      | «Seven Doors Hotel»              | —  | —  | —  | —  | —  | —  | —  | —  | —  | —  | —  | —  | —    | —  | — |                                                           | Europe                |
| 1983                                      | «Lyin' Eyes»                     | —  | —  | —  | —  | —  | —  | —  | —  | —  | —  | —  | —  | —    | —  | — |                                                           | Wings of Tomorrow     |
| 1984                                      | «Dreamer»                        | —  | —  | —  | —  | —  | —  | —  | —  | —  | —  | —  | —  | —    | —  | — |                                                           | Wings of Tomorrow     |
| 1984                                      | «Stormwind»                      | —  | —  | —  | —  | —  | —  | —  | —  | —  | —  | —  | —  | —    | —  | — |                                                           | Wings of Tomorrow     |
| 1984                                      | «Open Your Heart»                | —  | —  | —  | —  | —  | —  | —  | —  | —  | —  | —  | 42 | —    | 31 | — |                                                           | Wings of Tomorrow     |
| 1985                                      | «Rock the Night»                 | 4  | —  | —  | —  | —  | —  | —  | —  | —  | —  | —  | 2  | —    | —  | — |                                                           | On the Loose          |
| 1986                                      | «The Final Countdown»            | 1  | —  | 1  | 5  | 1  | 1  | 1  | 1  | 4  | 1  | 1  | 1  | 8/22 | 1  | 1 | Список - : Золотой - : Платиновый - : Золотой - : Золотой | The Final Countdown   |
| 1986                                      | «Love Chaser»                    | —  | —  | —  | —  | —  | —  | —  | —  | —  | —  | —  | —  | —    | —  | — |                                                           | The Final Countdown   |
| 1986                                      | «Rock the Night»                 | —  | —  | 11 | 64 | 7  | 17 | 9  | 4  | —  | 6  | 12 | —  | 30   | 2  | — | Список - : Золотой - : Серебряный                         | The Final Countdown   |
| 1987                                      | «Carrie»                         | —  | —  | 15 | 9  | 11 | 22 | 10 | 11 | —  | 10 | 22 | 13 | 3    | 7  | — |                                                           | The Final Countdown   |
| 1987                                      | «Cherokee»                       | —  | —  | —  | —  | —  | —  | —  | —  | —  | —  | —  | 86 | 72   | —  | — |                                                           | The Final Countdown   |
| 1988                                      | «Superstitious»                  | 1  | 45 | —  | 49 | 33 | 21 | 24 | 10 | 1  | 9  | 34 | 11 | 31   | 24 | — |                                                           | Out of This World     |
| 1988                                      | «Open Your Heart»                | —  | —  | —  | —  | —  | —  | —  | —  | —  | —  | 86 | —  | —    | —  | — |                                                           | Out of This World     |
| 1988                                      | «Let the Good Times Rock»        | —  | —  | —  | —  | —  | —  | —  | —  | —  | —  | 85 | —  | —    | —  | — |                                                           | Out of This World     |
| 1989                                      | «More Than Meets the Eye»        | —  | —  | —  | —  | —  | —  | —  | —  | —  | —  | —  | —  | —    | —  | — |                                                           | Out of This World     |
| 1989                                      | «Sign of the Times»              | —  | —  | —  | —  | —  | —  | —  | —  | —  | —  | —  | —  | —    | —  | — |                                                           | Out of This World     |
| 1989                                      | «Tomorrow»                       | —  | —  | —  | —  | —  | —  | —  | —  | —  | —  | —  | —  | —    | —  | — |                                                           | Out of This World     |
| 1991                                      | «Prisoners in Paradise»          | 8  | —  | —  | —  | —  | —  | —  | —  | —  | —  | —  | —  | —    | —  | — |                                                           | Prisoners in Paradise |
| 1991                                      | «I'll Cry for You»               | —  | —  | —  | —  | —  | —  | —  | —  | —  | —  | 28 | —  | —    | —  | — |                                                           | Prisoners in Paradise |
| 1992                                      | «Halfway to Heaven»              | —  | —  | —  | —  | —  | —  | —  | —  | —  | —  | 42 | —  | —    | —  | — |                                                           | Prisoners in Paradise |
| 1993                                      | «Sweet Love Child»               | —  | —  | —  | —  | —  | —  | —  | —  | —  | —  | —  | —  | —    | —  | — |                                                           | 1982-1992             |
| 1999                                      | «The Final Countdown 2000»       | 6  | 33 | —  | —  | —  | 35 | 49 | —  | 12 | 33 | 36 | 60 | —    | —  | — |                                                           | 1982-2000             |
| 2004                                      | «Got to Have Faith»              | 21 | —  | —  | —  | —  | —  | —  | —  | —  | —  | —  | —  | —    | —  | — |                                                           | Start from the Dark   |
| 2004                                      | «Hero»                           | —  | —  | —  | —  | —  | —  | —  | —  | —  | —  | —  | —  | —    | —  | — |                                                           | Start from the Dark   |
| 2006                                      | «Always the Pretenders»          | 2  | —  | —  | —  | —  | —  | —  | —  | —  | —  | —  | —  | —    | —  | — |                                                           | Secret Society        |
| 2009                                      | «Last Look at Eden»              | 50 | —  | —  | —  | —  | —  | —  | —  | —  | —  | —  | —  | —    | —  | — |                                                           | Last Look at Eden     |
| 2009                                      | «New Love in Town»               | 15 | —  | —  | —  | —  | —  | —  | —  | —  | —  | —  | —  | —    | —  | — |                                                           | Last Look at Eden     |
| 2012                                      | «Not Supposed to Sing the Blues» | —  | —  | —  | —  | —  | —  | —  | —  | —  | —  | —  | —  | —    | —  | — |                                                           | Bag of Bones          |
| 2012                                      | «Firebox»                        | —  | —  | —  | —  | —  | —  | —  | —  | —  | —  | —  | —  | —    | —  | — |                                                           | Bag of Bones          |
| 2013                                      | «Bring It All Home»              | —  | —  | —  | —  | —  | —  | —  | —  | —  | —  | —  | —  | —    | —  | — |                                                           | Bag of Bones          |
| 2015                                      | «War of Kings»                   | —  | —  | —  | —  | —  | —  | —  | —  | —  | —  | —  | —  | —    | —  | — |                                                           | War of Kings          |
| 2015                                      | «Days of Rock'n'Roll»            | —  | —  | —  | —  | —  | —  | —  | —  | —  | —  | —  | —  | —    | —  | — |                                                           | War of Kings          |
| 2017                                      | «Walk the Earth»                 | —  | —  | —  | —  | —  | —  | —  | —  | —  | —  | —  | —  | —    | —  | — |                                                           | Walk the Earth        |
| «—» ставится, если сингл не попал в чарт. |                                  |    |    |    |    |    |    |    |    |    |    |    |    |      |    |   |                                                           |                       |

## Видеоальбомы
| Год  | Детали |
| ---- | --- |
| 1986 | The Final Countdown Tour 1986 Детали - Лейбл: Victor Entertainment - Формат: LD, DVD                                                                              |
| 1987 | The Final Countdown Детали - Лейбл: CBS/Fox Video - Формат: VHS                                                                                                   |
| 1987 | The Final Countdown World Tour Детали - Лейбл: CMV Enterprises - Формат: VHS                                                                                      |
| 1987 | Europe in America Детали - Лейбл: PolyGram - Формат: VHS, Laserdisc                                                                                               |
| 2004 | Rock the Night: Collectors Edition Детали - Релиз: 3 марта - Лейбл: Sony Music - Формат: DVD                                                                      |
| 2005 | Live from the Dark Детали - Релиз: 18 ноября - Лейбл: Warner Bros. Entertainment - Формат: 2хDVD                                                                  |
| 2006 | The Final Countdown Tour 1986: Live in Sweden - 20th Anniversary Edition Детали - Релиз: 4 октября - Лейбл: Hell & Back, Warner Bros. Entertainment - Формат: DVD |
| 2009 | Almost Unplugged Детали - Релиз: 19 августа - Лейбл: EQ Music - Формат: DVD                                                                                       |
| 2011 | Live! At Shepherd’s Bush, London Детали - Релиз: 15 июня - Лейбл: Ear Music - Формат: DVD, Blu-ray                                                                |
| 2011 | Live Look at Eden Детали - Релиз: 5 августа - Лейбл: Ear Music - Формат: DVD                                                                                      |
| 2013 | Live at Sweden Rock - 30th Anniversary Show Детали - Релиз: 16 октября - Лейбл: Gain - Формат: Blu-ray                                                            |

## Видеоклипы
| Год  | Песня                            | Режиссёр(ы)            |
| ---- | -------------------------------- | ---------------------- |
| 1983 | «In the Future to Come»          |                        |
| 1986 | «The Final Countdown»            | Ник Моррис             |
| 1986 | «Rock the Night»                 | Ник Моррис             |
| 1986 | «Carrie»                         | Ник Моррис             |
| 1987 | «Cherokee»                       | Ник Моррис             |
| 1988 | «Superstitious»                  | Ник Моррис             |
| 1988 | «Open Your Heart»                | Джен Пеллерин Даг Фрил |
| 1988 | «Let the Good Times Rock»        | Ник Моррис             |
| 1991 | «Prisoners in Paradise»          | Ник Моррис             |
| 1991 | «I’ll Cry for You»               | Фил Такетт             |
| 1992 | «Halfway to Heaven»              |                        |
| 1999 | «The Final Countdown 2000»       |                        |
| 2004 | «Got to Have Faith»              |                        |
| 2004 | «Hero»                           |                        |
| 2006 | «Always the Pretenders»          |                        |
| 2009 | «Last Look at Eden»              |                        |
| 2009 | «New Love in Town»               |                        |
| 2012 | «Not Supposed to Sing the Blues» | Патрик Йулэйус         |
| 2012 | «Firebox»                        | Патрик Йулэйус         |

## Совместные издания
| Год  | Описание |
| ---- | --- |
| 1987 | Carrie / Take Me Back Описание - Лейбл: Epic Records - Формат: LP - Примечание: Совместный релиз Europe и Трэки Спенсера. |
| 1988 | Eternal Flame / Tomorrow Описание - Лейбл: CBS - Формат: LP - Примечание: Совместный релиз Europe и The Bangles.          |
| 1990 | Untitled Описание - Лейбл: DeAgostini - Формат: LP - Примечание: Совместный релиз Europe и Wham!.                         |

## Саундтреки
| Год  | Фильм/Игра           | Альбом                                   | Песня                                                                |
| ---- | -------------------- | ---------------------------------------- | -------------------------------------------------------------------- |
| 1985 | «На свободе»         | On the Loose                             | «Rock the Night», «On the Loose», «Broken Dreams»                    |
| 1991 | «Manta – Der Film»   | Manta – Der Film                         | «The Final Countdown»                                                |
| 2007 | «Hot Rod»            | Hot Rod [Original Soundtrack]            | «Rock the Night», «Danger on the Track», «Cherokee», «Time Has Come» |
| 2008 | Guitar Hero: On Tour | Guitar Hero: On Tour European track list | «Rock the Night»                                                     |

## Комментарии
1. ↑  Данный альбом занял 69 позицию в Испании[22].
2. ↑  Данный сингл занял 7 позицию в Испании[50].
3. ↑  Данный релиз вышел в Японии под названием The Final Countdown Tour 1986 -Live In Stockholm-, в 2006 году альбом вышел в Швеции и в Европе под названием The Final Countdown Tour 1986 - Live In Sweden[51].